# Língua karai-a
A língua Karay-a ou Kinaray-a (Karay-a +infixo -in-) (Kinaray-a é o nome oficial da língua reconhecida por Ethnologue e ISO 639:3-2007) Os termos Moreso, Karay-a se referem geralmente aos falantes dessa língua Austronésia regional falada pelo povo do mesmo nome. É falada Antique (província), nas Filipinas, também falada em Iloilo e em outras províncias da ilha de Panay. É uma das línguas Visayanas, como são as línguas Aklan/Malaynon, Capiznon e Hiligaynon.

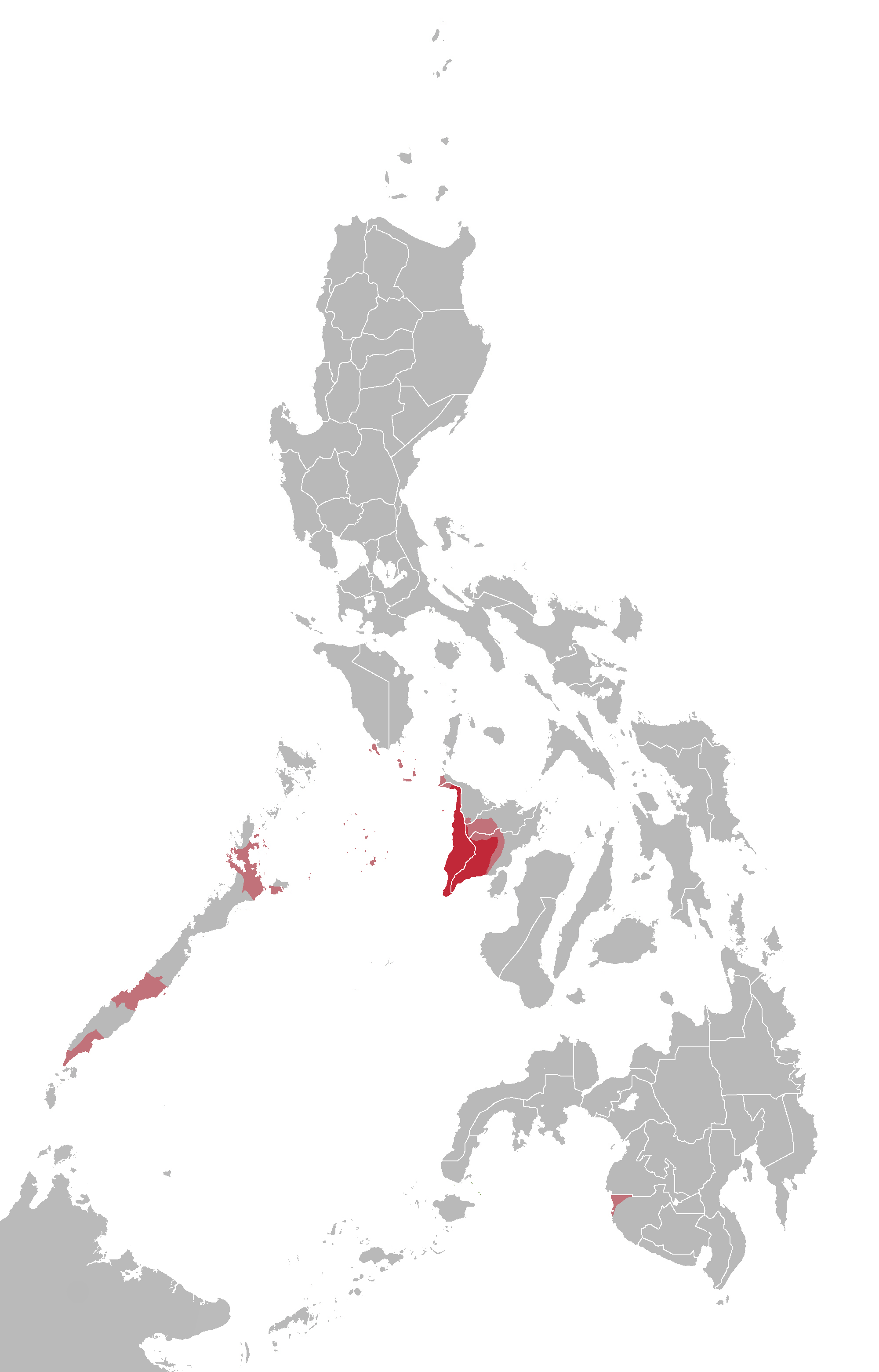
Área onde se fala Karai-a

## Nome
A palavra karay-a ' vem da palavra iraya "moradores da montanha", do Sânscrito laya "morada" (como em Himalaia). Outros nomes nativos para o idioma são Hamtikanon, Hiniraya, Binisaya nga Karay-a e Bisaya nga Kinaray-a.

## Geografia
Kinaray-a é falado principalmente em Antique. Também é falado na província de Iloilo, principalmente na cidade de Passi, nos municípios de Alimodian, San Joaquin (Iloilo), Lambunao, Calinog (Iloilo), Leon (Iloilo, Miag-ao, Pavia (Iloilo), Badiangan, San Miguel (Iloilo), Guimbal (Iloilo), San Enrique (Iloilo), Enrique, Tigbauan, Igbaras, Leganes (Iloilo), Pototan, Bingawan, San Rafael (Iloilo), Mina, (Iloilo), Zarraga, Oton, Santa Bárbara (Iloilo) Cabatuan (Iloilo), Janiuay, Maasin, Nova Lucena, Dueñas, (Iloilo), Dingle, (Iloilo) e Tubungan, ao sul de Capiz, como Tapaz, Jamindan, Dumalag e Dumarao, certas aldeias de Mindanao, especialmente em A região de Sooccsksargen que tem suas raízes em áreas de Antique (província) ou falantes Kinaray de Iloilo e Capiz. Os habitantes da maioria das cidades nas últimas áreas falam Kinaray-a enquanto a linguagem Hiligaynon é predominante em torno das áreas costeiras particularmente em Iloilo e também é falado na cidade de Iloilo por uma minoria e partes da província de Aklan, bem como Guimaras.

## Inteligibilidade com Hiligaynon
Devido à proximidade geográfica e aos meios de comunicação de massa, os falantes Kinaray-a podem entender aquele da língua hiligaynon (também conhecidos como Ilonggo). No entanto, apenas os falantes de Hiligaynon que residem em áreas de falantes Kinaray-a podem entender o idioma. Aqueles que vêm de outras áreas, como Negros (ilha), têm dificuldade em entender o idioma.
É um equívoco entre alguns falantes Hiligaynon achar que Kinaray-a é um dialeto de Hiligaynon; a realidade é que os dois pertencem a dois subgrupos de idiomas diferentes, mas relacionados, (Visayanas). No entanto, alguns Karay-a também têm Hiligaynon como segunda língua. Até certo ponto, existe um dialeto intermediário de Hiligaynon e Kinaray - um que ér falado em Mindanao, principalmente na província de Sultan Kudarat.

## Dialetos
Não houve nenhum estudo linguístico real sobre os dialetos de Kinaray-a. Os falantes de Kinaray-a e Hiligaynon admitiriam, no entanto, percebers diferenças nos modos pelos quais os Kinaray falam em diferentes cidades falam. Diferenças no vocabulário também podem ser observadas entre e entre os dialetos.
As diferenças e os graus pelos quais os dialetos diferem entre si dependem em grande parte da proximidade da área com outra área de dialeto diferente. Assim, em Antique, existem, nas partes do norte, variedades que são semelhantes a Aklanon, a língua de Aklan, sua vizinha no norte. No sul, nas cidades de Iloilo, por outro lado, os dialetos se assemelham muito ao do Kinaray padrão - falado em San José de Buenavista, Sibalom e Hamtic. Um dialeto distinto de Kinaray-a é falado no centro de Iloilo, onde são usados muitos empréstimos do Hiligaynon e algumas  palavras Kinaray são mais fortemente pronunciadas em (p/ex.) "rigya" ou "ja" (aqui) do que na área do sul de Iloilo e San José de Buenavista e em comparação com "giya" de Janiuay, Santa Bárbara e cidades vizinhas. Dois dialetos altamente acentuados de Kinaray-a podem ser ouvidos em Anini-y e Dao em Antique e San Joaquin, Leon e Tubungan em Iloilo.

### Diferenças
Alguns dialetos diferem apenas na preferência consoante como [y] vs [h], por exemplo. bayi / bahi (garota) ou [l] vs [r], ex. wala / wara. Alguns têm diferenças distintas como sayëd / kadë (feio) e rangga / gëba (defeituoso).

## Fonologia

### Vogais
/a/

/e/ (não comum – mais para "I" abaixo)

/i/

/o/ (não comum – mais para "U" below)

/u/

/ə/ escrita como "ë" em ortografia Filipina 
As vogais /e/ e /o/ são usadas principalmente e palavras não Kinaray-a. Both Os sons acima mencionados das mesmas palavras em outras línguas filipinas (principalmente não-visayanas) são freqüentemente pronunciados como / i / e / u /, respectivamente. / u / às vezes é trocado com / ə / onde alguns falantes dizem suba (riio) enquanto outros dizem sëba.
Exemplos:
| Português | Kinaray-a    | Hiligaynon | Tagalog          |
| meu       | akën         | akon       | akin             |
| escuro    | madëlëm      | madulom    | madilim          |
| comida    | pagkaën      | pagkaon    | pagkain          |
| cabeça    | ulu          | ulu        | ulo              |
| bola      | bula         | bula       | bola             |
| animal    | sapat, hayëp | sapat      | hayop            |
| planta    | tanëm        | tanom      | pananim, halaman |
| seis      | anëm         | anom       | anim             |

## Alfabeto[1]
Com "ə" como uma vogal e as vogais "e" e "u" introduzidas pelos espanhóis para "enriquecer" as línguas indígenas filipinas, as seguintes são as letras Kinaray-a em sua ordem alfabética sugerida: Aa, Bb, Kk, Dd, Ee, Gg, Hh, Ii, Ll, Mm, Nn, NG ng, Oo, Əə, Pp, Rr, Ss, Tt, Uu, Ww e Yy. Os espanhóis colocaram "ə" após a letra "o" porque quando “ә” ainda não estava em uso, os que escreviam usavam a letra "o" no lugar de "ə". Isso resulta em uma tradução e interpretação errada da palavra, especialmente se houver palavras com a mesma ortografia e palavras que sejam cognatos. 
A ordem alfabética sugerida segue a do alfabeto romano. As escritas indígenas filipinas presumivelmente incluindo Kinaray-a eram silábicas. Não há registro na ordem de precedência das sílabas. Mesmo o Tagalog Baybayin que os espanhóis usaram para escrever o primeiro livro publicado nas Filipinas, não se definiu a ordem de precedência do script silábico. Foi somente quando o alfabeto foi romanizado que a ordem alfabética foi estabelecida.

Com o lançamento do Ortograpíyang Pambansâ (Ortografia Nacional) em 2014, o som schwa (Xivá) em Karay-a e outras Línguas Filipinas, incluindo Mëranaw, usa o Patuldók noa E (e com trema).

### Vogais
As seguintes são as vogais Kinaray-a: Aa, Ee, Ëë, Ii, Oo e Uu. Como regra geral, existem tantas sílabas quanto as vogais. Com exceção da vogal ë, todas as outras vogais são pronunciadas como qualquer vogal filipino é pronunciada. As letras vogais quando combinadas não criam um som de vogal diferente. Cada vogal indica uma sílaba separada. Há tantas vogais quanto sílabas.
É um erro comum equiparar a vogal "i" com a consoante "y" e vice-versa. Por exemplo, a palavra "balunggay" é escrita por alguns como "balunggai" ou "kambyo" como "kambio". Também um erro equivale a "o" com "w", especialmente se vier após a letra "a". "lanaw" torna-se lanao ou se torna tuao. Por outro lado, a letra "w" é equiparada à letra "u" como na rweda escrita como rueda ou pwede escrita como puede. Isso é errôneo, uma vez que viola a regra básica de que Kinaray - uma vogal não se combina com outra vogal para formar um novo som.
As vogais "e" e "u" introduzidas pelos espanhóis são intercambiáveis com as vogais "i" e "o", respectivamente. O Karay chama a vogal "ë" de "malëm-ëk" nga "i" (o "eu" macio). A vogal "e" também é usada principalmente em palavras estrangeiras apropriadas escritas em Kinaray-a com afixos Kinaray-a. A vogal "u" é chamada de matig-a nga "o" (o "o" rígido). Assim, quando uma sílaba com uma vogal é pronunciada levemente, a vogal "i" é substituída pela vogal "e". A regra oposta aplica-se à vogal "u".
A prática no entanto, não é a norma. O que é mais seguro usar as vogais "i" e "o" ou as vogais introduzidas "e" e "u" como parecer aos falantes Karay-a maisIS agradável aos seus olhos e ouvidos. Em caso de dúvida sobre qual vogal usar, é sempre seguro usar as vogais indígenas. A vinda do "ë" introduzida não tem substituto. Sempre será usado pois muitas palavras Kinaray   têm O som de vogal schwa.

#### Xevá
No livro "Karay-a Rice Tradition Revisited", se introduziu o símbolo "ə", o símbolo internacional do alfabeto fonético (IPA) para o schwa (Xevá), para representar a vogal Kinaray, com esse som. O Kinaray-a schwa poderia ser tônico ou não. Tem um som de vogal neutra sem tom. Não é necessariamente uma vogal central. Talvez seja encontrado no início de uma palavra ou no final. Sua qualidade depende das consoantes adjacentes. Com "ë", qualquer palavra com um som de vogal schwa pode ser escrita como pronunciada. Isso é verdade para todas as línguas indígenas filipinas com a o som vogal schwa.

### Consoantes
Há 15 consoantes na língua Kinaray-a. Eles são Bb, Kk, Dd, Gg, Hh, Ll, Mm, Nn, NG ng, Pp, Rr, Ss, Tt, Ww e Yy. Elas são pronunciadas do mesmo modo que em inglês, mas um pouco mais leve do que seus equivalentes ingleses. Uma exceção é a letra "r" que prevalece em Kinaray-a. Parece a ponta da língua se elevou contra a parte de trás dos dentes superiores frontais e rolou um pouco. Da mesma forma, as letras g, w e y também são pronunciadas de forma um pouco mais difícil como uma letra final de uma palavra com uma marca de acento grave. Exceto para as palavras de origem estrangeira, as consoantes c, f, j, q, x e z não aparecem em palavras Kinaray. Se as palavras estrangeiras não tem um equivalente Kinaray, elas são escritas como originalmente ou escritas como pronunciadas com uso do alfabeto Kinaray.
Uma consoante Kinaray não se transforma em uma vogal. Não é correto substituir as letras "e" ou "i", pela consoante "y" nem substituir as letras "o" ou "u" pela consoante "w". Deve-se ter em mente que há tantas sílabas em uma palavra quanto são as vogais. Transformar as consoantes "w" e "y" em uma vogal criaria uma sílaba adicional.

#### Consoanteng
O grupo "ng" é uma única letra em Karay-a e em todas outras línguas indígenas filipinas. No antigo Karen romanizado forma cursiva, uma linha é colocada acima de ambas as letras de "ng" com um curso ondulado longo ("n͠g") para denotar que é uma única letra, distinta de "n" + "g". Os falantes mais antigos hoje ainda usam o longo til, mas a geração mais nova não se preocupa com isso. Além disso, para aqueles que não estão familiarizados com o idioma, há confusão a o "ñ" da língua espanhola "ñ". O som "ng" é familiar para o falante de inglês. Pode ser encontrado em palavras como: clang, bring, throng, rung, etc. A técnica não é pronunciar a palavra com um "g" duro, como a palavra inglesa "finger" tem. Como uma carta em Karay-a, é pronunciada "nga", com o mesmo som "ng" que a palavra inglesa "singer" tem.

## Gramática

### Substantivos
| Kinaray-a  | Significado    | Malaio           | Significado           | Tagalog       | Significado              |
| ---------- | -------------- | ---------------- | --------------------- | ------------- | ------------------------ |
| ayam, ido  | cão            | ayam / anjing    | galinha / cão         | manok / aso   | galinha / cão            |
| bayi, bahi | fêmea / mulher | wanita / bayi    | fêmea / mulher / nenê | babae         | fêmea / mulher           |
| bosong     | abdomen        | pusar / pusat    | umbigol / central     | puson / pusod | estômago / umbigo, cerne |
| kutî       | gato           | kucing           | gato                  | kuting        | gatinho                  |
| forragem   | fodder         | umpan / (pa)dang | forragem / pastagem   | kumpay / damo | forragem / pastagem      |
| yawâ       | demônio        | setan / awa      | demônio / acusação    | demonyo / awa | demônio / pedade         |
| makəl      | cogumelo       | jamur            | cogumelo              | kabuti        | cogumelo                 |
| kahig      | pé             | kaki             | pé                    | paa           | raspar (terra)           |

### Pronomes
|                             | Absolutivo₁ (enfático) | Absolutivo₂ (não-enfático) | Ergativo₁ (pós posição) | Ergativo₂ (pré posição) | Oblíquo      |
| --------------------------- | ---------------------- | -------------------------- | ----------------------- | ----------------------- | ------------ |
| 1ª pessoa singular          | ako                    | takën                      | nakën, ko               | akën                    | kanakën      |
| 2ª pessoa singular          | ikaw, kaw              | timo                       | nimo, mo                | imo                     | kanimo       |
| 3ª pessoa singular          | -                      | tana                       | nana, na                | ana                     | kanana, kana |
| 1ªt pessoa plural inclusiva | kita                   | tatën                      | natën, ta               | atën                    | kanatën      |
| 1ª pessoa plural exclusiva  | kami                   | tamën                      | namën                   | amën                    | kanamën      |
| 2ª pessoa plural            | kamo                   | tinyo                      | ninyo, nyo              | inyo                    | kaninyo      |
| 3ª pessoa plural            | sanda                  | tanda                      | nanda                   | anda                    | kananda      |

## Números
| Número    | Kinaray-a                            | Malaio          | Tagalog                            |
| --------- | ------------------------------------ | --------------- | ---------------------------------- |
| 1         | isara/sara                           | satu            | isa                                |
| 2         | darwa                                | dua             | dalawa                             |
| 3         | tatlo                                | tiga            | tatlo                              |
| 4         | apat                                 | empat           | apat                               |
| 5         | lima                                 | lima            | lima                               |
| 6         | anëm                                 | enam            | anim                               |
| 7         | pito                                 | tujuh           | pito                               |
| 8         | walo                                 | lapan           | walo                               |
| 9         | siyam                                | sembilan        | siyam                              |
| 10        | pulû                                 | (se)puluh       | sampu                              |
| 11        | napulû kag sara/ unsi (from Spanish) | (se)belas       | labing-isa / onse (from Spanish)   |
| 50        | kalim-an/singkwenta (from Spanish)   | lima puluh      | limampu /singkwenta (from Spanish) |
| 100       | sangkagatos/sanggatos                | se ratus        | isang daan                         |
| 1,000     | sangkalibo/sanglibo                  | se ribu         | isang libo                         |
| 100.000   | sangka gatos ka libo                 | se ratus ribu   | isang daang libo                   |
| 500.000   | lima ka gatos ka libo                | lima ratus ribu | lima daang libo                    |
| 1.000.000 | sangka milyon                        | satu juta       | isang milyon                       |

## Exemplos de frases
Dizer "Diin kaw maagto?" (Literalmente, Onde você está indo?) É uma maneira comum de cumprimentar as pessoas. Você não precisa responder a pergunta diretamente. A resposta usual é uma ação como "Maninda." (Literalmente, para comprar algo no mercado.) Em vez de "Sa tinda." (Literamente, ao mercado.)
- Você está comendo bem? - Mayad man pangaën mo?
- Bem. - Mayad.
- Como você está se sentindo? - Musta bay pamatyagan mo? ou: Ano bay pamatyag mo? (O que você sente?)
- Eu não sei. - Wara takën kamaan./ Waay takën kamaan (Ou simplesmente: Maan a./ Ambay a./ Ilam a. - informal, geralmente uma expressão irritada)
- Vamos! - Panaw/Halin ta rën!/Dali rën! (geralmente para apressar em companheiros)
- Vamos juntos. - Iririmaw kita./ imaw kita./ Iribhanay kita./ Iririmaw tatən
- Por que? - Manhaw/Wanhaw? (or: Andët haw/aw?)/ Insa haw?/ Insaw?(informal)
- Eu te amo. -Ginagugma ta (i)kaw./ palangga ta (i)kaw.
- Meu amor/querido(a). -Palangga ko.
- Qual é teu nome? - Ano ngaran mo?
- Bom dia! - Mayad nga aga!
- Boa tarde! - Mayad nga hapon!
- Boa noite! - Mayad nga gabiʔi!
- Aquele ali. - Amo kara. (Ou: Ra/Ra ay.)(or: Amo ran)/ Amo ka di-a.
- Quanto? - Tag pira?
- Sim. - hə-əd.(Ho-ud)/ (h)ə-əd
- Não. - Bukut./Bëkët.(Bëkën)/Indi
- Porque. - Bangëd.
- Por tua causa. - Bangëd kanimo ou Tëngëd kanimo.
- Sobre você. - Nahanungëd kanimo ou Parti kanimo.
- Você sabe. - Man-an mo. (or: Man-an mo man.)
- Depressa! - Dasiga!(lit. Rápido!) ou Dali-a! (lit. Depressa!)
- De novo. - Liwan/Liwat/Riwan/Liwan. (ou: Uman (mais uma vez) / Umana (Comando para repetir).)
- Você fala inglês? - Kamaan kaw maghambal kang Inglis? ou Kama-an kaw mag-Inglis?
- è divertido viver. - Sadya mabuhi/Sadya ang mabuhi.

## Amostra de texto
Ang Kinaray-a matahum, madalum, matuod, matam-is, kag manggadan. Bukun dya ti labaw ukon kubus nga harambalun, kag bisan tuod bukas sa pagsimpon agud mangin mas madalum kag mas matayog, ang Kinaray-a puraw, nga angay sa buta nga tadyaw, indi masimbugan kang tinaga nga pangayaw.